# Koltai László
Koltai László (1974. július 15. –) egyetemi docens, az Óbudai Egyetem Rejtő Sándor Könnyűipari és Környezetmérnöki karának dékánja. Főbb szakterületei a csomagolás- és papíripari technológia.

## Tanulmányai
1992-ben végzett a Tótfalusi Kis Miklós Nyomdaipari Műszaki Szakközépiskolában, mint ofszet-, magasnyomó gépmester. 1997-ben papírgyártó- majd 1999-ben csomagolástechnológus könnyűipari mérnöki végzettséget szerez a Könnyűipari Műszaki Főiskolán, 2004-től okleveles könnyűipari mérnök. PhD fokozatát 2010-ben szerezte a Nyugat-magyarországi Egyetemen.

## Oktatási és tudományos tevékenysége
Oktatási tevékenységét 1998-ban kezdte a Könnyűipari Műszaki Főiskola Papíripari Tanszékén, mint tanszéki mérnök. 2001-től 2006-ig óraadó a Nyugat-magyarországi Egyetemen, és 2009-ig tanársegéd a Budapesti Műszaki Főiskolán. 2009-től főiskolai adjunktus, 2011-től egyetemi docens az Óbudai Egyetem Médiatechnológiai és Könnyűipari intézetében. 2018-tól az Óbudai Egyetem Rejtő Sándor Könnyűipari és Környezetmérnöki karának dékánja.  Az Országos Doktori Tanács tagjaként a Nyugat-magyarországi Egyetem Cziráki József Faanyagtudomány és Technológiák Doktori Iskolájának, valamint az Óbudai Egyetem Anyagtudományok és Technológiák Doktori Iskolájának oktatója. 2010 és 2014 között a Papíripar című szakmai folyóirat főszerkesztője. 2014-ben a Papír- és Nyomdaipari Műszaki Egyesület a szakmai kultúra terjesztéséért, a hagyományok ápolása és megőrzése érdekében végzett kiemelkedő aktivitású és eredményes publikációs tevékenységéért Lengyel Lajos-díjjal tüntette ki.